# スプーン・レコード
スプーン・レコード（Spoon Records）は、1979年以来、キーボード奏者のイルミン・シュミットの配偶者、ヒルデガルト・シュミットによって設立され、管理されているインディペンデント・レコード・レーベル。このレーベルとその姉妹出版会社であるメッサー・ミュージックは、フランスのリュベロン地区に本社を置き、主にクラウトロック・バンドのカンとそのメンバーによる音楽のリリースとリイシューを行っている。ヒルデガルトとアーミン・シュミットの娘サンドラ・ポドモアは、2008年からスプーン・レコードの取締役を務めている。
レーベルの名前は、カンのアルバム『エーゲ・バミヤージ』収録曲「Spoon」にちなんで付けられた。

## 略歴
ヒルデガルト・シュミットは、1979年にカンヌで開催されたミデム映画祭に出席した際に、カンのバックカタログを管理することを決めた。ヒルデガルトは、映画プロデューサー、写真家、そして裕福なスイスの美術コレクター、オスカー・ラインハートの甥であるジョージ・ラインハートからスプーン・レコードの財政的支援を得た。
ヒルデガルトはユナイテッド・アーティスツが所有していたカンのレコードの権利を確保し、ヨーロッパ/ドイツのレコードに関心のあるイギリスのインディペンデント・レーベル、ミュート・レコードと提携した。1980年代の終わりまでに、スプーン・レコードはレコードとCDにおけるカンの全バックカタログを所有した。

## 在籍名簿
- カン
  - ホルガー・シューカイ
  - ミヒャエル・カローリ (with ポリー・エルテス)
  - ヤキ・リーベツァイト (with ファントムバンド)
  - イルミン・シュミット
- クモ